# Wigbert (Schiff, 1912)
Das 1912 von der Hamburg-Bremer Afrika-Linie (HBAL) in Dienst gestellte Frachtschiff Wigbert entstand auf der Werft J. Frerichs & Co. in Einswarden für den Westafrika-Dienst der Bremer Reederei.
1919 wurde das Schiff an Großbritannien ausgeliefert. Dort nicht in Fahrt gebracht, kaufte die Reederei 1921 ihr altes Schiff zurück und nannte es Walburg. 1922 wurde es in Henner erneut umbenannt. Es war das einzige Vorkriegsschiff im Dienst der HBAL und ging Ende 1925 in den Dienst des Norddeutschen Lloyd (NDL) über.
1932 gehörte die Henner zu den Schiffen, die der NDL an die Sowjetunion verkaufte. Das in Okhotsk umbenannte Schiff wurde um 1960 verschrottet.

## Geschichte

### Vorkriegsjahre
Am 21. Februar 1912 lief die Wigbert auf der Frerichswerft als deren zweiter Neubau für die Bremer Afrika-Reederei mit der Baunummer 251 vom Stapel. Das 104,5 m lange und 14,6 m breite Schiff erhielt eine Dreifach-Expansionsmaschine von 1900 PS, die eine Geschwindigkeit bis zu 11 Knoten (kn) ermöglichte. Am 25. April 1912 wurde die Wigbert von der HBAL in Dienst genommen und nach Westafrika eingesetzt. Das Schiff war ein Einzelschiff, wie die meisten Neubauten der Reederei nach der Gründung aus der chinesischen Küstenfahrt der Menzell-Gruppe.
Beim Kriegsausbruch 1914 gehörte die Wigbert zu den sieben Schiffen der Reederei, die sich in der Heimat befanden. Die anderen fünf Schiffe suchten in den noch neutralen Staaten Portugal (Ingraban, Ingbert) und Brasilien (Walburg, Gundrun) sowie in Douala in der damals deutsche Kolonie Kamerun Zuflucht, wo die Arnfried Ende September 1914 von den Briten erbeutet wurde. Die anderen Schiffe wurden beim Kriegseintritt von Portugal und dann Brasilien beschlagnahmt und blieben in diesen Staaten zum Teil sehr lange im Dienst.

### Kriegseinsatz
Die in der Heimat verbliebenen Schiffe wurde zum Teil zu Dienstleistungen für die Kaiserliche Marine herangezogen. Die Wigbert diente vom 17. März 1917 bis zum 30. September 1918 als Sperrbrecher 8, Sp 1 (5.12. bis 14.04.) und wieder Sp 8. Am 17. September 1918 erlitt das Schiff westlich von Borkum auf der Position 53° 35′ 0″ N, 6° 32′ 0″ O einen schweren Minentreffer mittschiffs. Maschinen- und Kesselraum liefen voll und das Schiff wurde von Schleppern nach Bremerhaven eingebracht. Das dann außer Dienst gestellte Schiff sollte zum Flugzeugmutterschiff – so wie bereits die Answald der Reederei, die von 1914 bis 1918 als solches im Einsatz war – für den Einsatz in der Ostsee umgebaut werden; schon in ihrer Zeit als Sperrbrecher hatte man auf der Wigbert erste Versuche mit einer Aufklärungsmaschine gemacht.
1919 wurde die Wigbert an Großbritannien ausgeliefert. Der Shipping Controller fand allerdings keinen Interessenten für das Schiff.

### Nachkriegszeit
Das Deutsche Reich konnte daher das Schiff am 1. April 1921 wieder zurückkaufen und setze es ab Ende April umbenannt in Walburg, da die HBAL inzwischen eine neue Wigbert in Fahrt gebracht hatte, zum Rücktransport deutscher Kriegsgefangener aus Schwarzmeerhäfen ein. Auf sechs Fahrten konnte es 9250 Personen nach Deutschland zurückbringen.
Am 14. Februar 1922 erhielt die HBAL ihr altes Schiff zurück und benannte es in Henner um. Nun kam das Schiff wieder in sein altes Fahrtgebiet zurück. Als zum Jahreswechsel 1925/26 die HBAL im Norddeutschen Lloyd aufging, war die Henner das älteste und einzige Vorkriegsschiff der Reederei, die dazu über fünf etwas kleinere Turbinenschiffe und drei etwas größere Dampfer verfügte sowie die größere Ingo im Bau hatte.
Zu Beginn der 1930er Jahre lagen wegen der Weltwirtschaftskrise etwa ein Drittel aller deutschen Schiffe beschäftigungslos auf. Im Herbst 1932 besuchte eine Kommission der UdSSR Deutschland, um unter den aufliegenden Schiffen geeignete anzukaufen. Dem NDL gelang es, zwölf seiner Schiffe zu verkaufen, darunter fünf frühere HBAL-Schiffe. Neben der Henner wurden auch vier der kleineren Turbinenschiff-Neubauten verkauft.

### In sowjetischen Diensten
1932 gehörte die Henner zu den zwölf ersten Schiffen des NDL, die an die Sowjetunion verkauft wurden. Zuerst ging sie, in Okhotsk umbenannt, nach Odessa, zusammen mit fünf größeren Frachtdampfern. Das Schiff wurde dann jedoch 1932 in den Fernen Osten verlegt und von Wladiwostok aus eingesetzt.
1960 wurde das Schiff aus den Registern gestrichen.